# Нодья
Но́дья — таёжный долго- и слабо горящий, тлеющий костёр, сложенный из брёвен. Слово «нодья» является заимствованием из финно-угорских языков (ср. современное фин. nuotio — костёр').
Но́дья «сторожевой огонь у охотников», арханг., нодья́ то же, перм., нодьё, нотьё, сиб., перм., нижегор., нудья́, олонецк. (Кулик.1). Из карельск. nuodivo, фин. nuotio «костер на стоянке»; см. Калима 173. Коми nodja.

В конструкции подлинной нодьи всего два бревна, которые укладываются горизонтально одно над другим, огонь разжигается между ними и даёт равномерное и длительное тепло за счёт медленного горения.
В ряде рекомендаций нодья изображается из трёх брёвен (два на земле, одно над ними), это по существу охотничий костёр «штабелем», который нередко устраивается из пяти и более брёвен (первый ряд из трёх брёвен на земле, второй ряд из двух над ними, третий — из одного на самом верху).
Практикующие егеря из Питкярантского района Карелии «нодьей» называют как вышеуказанный костёр из двух брёвен, удерживаемых друг над другом кольями, так и костёр из шести брёвен пирамидкой (три внизу, сверху два и одно третьим этажом).